# Anadara mazatlanica
Anadara mazatlanica is een tweekleppigensoort uit de familie van de Arcidae. De wetenschappelijke naam van de soort is voor het eerst geldig gepubliceerd in 1943 door Hertlein & Strong.